# Starokatoličko groblje u Stenjevcu
Starokatoličko groblje u Stenjevcu jest zagrebačko groblje na kojem su pokopani pripadnici starokatoličke vjere.

## Povijest
Danom nastanka starokatolicizma u Stenjevcu može se smatrati 14. studenoga 1926. kad su starokatolički svećenici iz Zagreba s većim brojem sljedbenika iz Zagreba, doputovali u Stenjevec, ponijevši sa sobom misno ruho i posude, te provalili u katoličku crkvu u Stenjevcu i održali misu.
Iako je 19. studenoga 1926. kotarsko poglavarstvo u Zagrebu upozorilo da neće više starokatolici u Stenjevcu moći slaviti misu u katoličkoj crkvi, dana 21. studenoga 1926. u Stenjevcu nastali vjerski nemiri, došlo je do velike napetosti i tučnjave između katolika koji su branili ulaz u crkvu Uznesenja Blažene Djevice Marije u Stenjevcu i sljedbenika starokatolicima koji su silom htjeli ući u crkvu, a do krvoprolića nije došlo zahvaljujući intervenciji policije. Starokatoličko groblje u Stenjevcu djelovalo je u sklopu starokatoličke župe svetog Antuna koja postoji i danas, no na starokatoličko groblje u Stenjevcu više se ne pokapaju pokojnici.